# Stainland
Stainland – wieś w Anglii, w hrabstwie ceremonialnym West Yorkshire, w dystrykcie metropolitalnym Calderdale. Leży 26 km na południowy zachód od miasta Leeds i 268 km na północny zachód od Londynu. W 2001 miejscowość liczyła 2831 mieszkańców.